# Millerosauria
De Millerosauria zijn een orde van uitgestorven parareptielen die de families Millerettidae en Eunotosauridae bevat. Het is de zustergroep van de orde Procolophonomorpha. Het werd in 1957 benoemd door D.M.S. Watson. Het werd ooit beschouwd als een onderorde van de niet meer gebruikte groep Captorhinida en heette Millerosauroidea. Men denkt dat alle leden van deze orde uitgestorven zijn. 
De naam Millerosauria is wel gegeven aan een klade met Eunotosaurus en de Millerettidae. Eunotosaurus is echter gevonden als een stamschildpad in recente cladistische studies.